# Liste des députés européens du Luxembourg de la 4e législature
Cet article présente la liste des députés européens du Luxembourg élus lors des élections européennes de 1994 au Luxembourg.
| Nom               | Parti                                   | 1re élection | Groupe parlementaire européen                           | Portrait |
| ----------------- | --------------------------------------- | ------------ | ------------------------------------------------------- | -------- |
| Astrid Lulling    | Parti populaire chrétien-social         | 18 juin 1989 | Groupe du Parti populaire européen                      |          |
| Viviane Reding    | Parti populaire chrétien-social         | 18 juin 1989 | Groupe du Parti populaire européen                      |          |
| Charles Goerens   | Parti démocratique                      | 12 juin 1994 | Parti européen des libéraux, démocrates et réformateurs |          |
| Ben Fayot         | Parti ouvrier socialiste luxembourgeois | 18 juin 1989 | Groupe du Parti socialiste européen                     |          |
| Marcel Schlechter | Parti ouvrier socialiste luxembourgeois | 12 juin 1994 | Groupe du Parti socialiste européen                     |          |
| Jup Weber         | Les Verts                               | 12 juin 1994 | Verts                                                   |          |